# Terrace (Columbia Británica)
Terrace es una ciudad ubicada cerca del Río Skeena en Columbia Británica, Canadá. La comunidad es el centro regional de venta minorista y servicios para la parte noroeste de Columbia Británica. Con una población actual de más de 12,000 habitantes dentro de los límites municipales, la ciudad presta servicios a las comunidades circundantes y eleva la población del área metropolitana de Terrace a más de 18,000 residentes. Los pueblos Kitselas y Kitsumkalum, tribus de la Nación Tsimshian, han vivido en el área de Terrace durante miles de años. Las comunidades indígenas individuales limitan con la ciudad con Kitselas al este y Kitsumkalum al oeste.
Terrace originalmente se llamaba Littleton, pero este nombre fue rechazado por las autoridades postales debido a una posible confusión con Lyttleton, otra ciudad en Nuevo Brunswick. El nuevo nombre es descriptivo de la manera en que la tierra se eleva desde el río.
Como el principal centro de servicios y transporte del noroeste de la Columbia Británica, Terrace se cruza con el Canadian National Railway, así como con la Carretera 16 (de este a oeste) y la Carretera 37 Sur. Los servicios aéreos se brindan en el Aeropuerto de Terrace, con conexiones a Prince George, Smithers y Vancouver. La Estación de tren de Terrace cuenta con el servicio de VIA Rail Jasper–Prince Rupert Train. La atención médica en Terrace es administrada por Northern Health y proporcionada en parte por Mills Memorial Hospital. En 2021, se anunció un nuevo proyecto de hospital de 356,000 pies cuadrados, casi el doble del tamaño del hospital actual.
- Datos: Q111513463